# Pot orlovih gnezd
Pot orlovih gnezd (poljsko Szlak Orlich Gniazd) je turistična pot na jugu Poljske, v Krakovsko-čenstohovskem višavju, ki ima dolžino 169 kilometrov. Pot poteka od Krakova do Čenstohove.
Pot orlovih gnezd gre čez apnenčaste hribe in skale. Pot vključuje gradove in ruševine gradov. Gradovi na poti so bili postavljeni v 14. stoletju, v času Kazimirja Velikega.